# 贞女之家
贞女之家（拉丁語：Atrium Vestae）是古罗马时期贞女们居住的地方，位于古罗马广场东部边缘圆形的灶神庙（Aedes Vestae）后方，介于Regia和帕拉蒂尼山之间。罗马大祭司（Pontifex Maximus）居住的domus publicae靠近贞女之家，直到其角色被皇帝取代。
贞女之家是古罗马广场上一座三层楼，有50个房间的建筑，环绕着优雅的庭院和两个水池。最东面是一个开放的拱形大厅，有罗马宗教创始人努马·庞皮利乌斯（Numa Pompilius）雕像。今天，在贞女之家仍可看到贞女雕像的遗迹。
这个建筑群位于帕拉蒂尼山脚下，64年毁于罗马大火。贞女之家在帝国时代曾经数次重建。

## 外部連結
- Lucentini, M. .   [2022-06-27]. （原始内容存档于2022-06-28）.

41°53′30″N 12°29′12″E / 41.89167°N 12.48667°E